# جوليا دي أنغيليس
جوليا دي أنغيليس (بالإنجليزية: Julia De Angelis)‏ هي لاعبة كرة قدم أسترالية، ولدت في 8 سبتمبر 1997 في أستراليا. لعبت مع كانبيرا يونايتد.

## وصلات خارجية
- جوليا دي أنغيليس على موقع قاعدة بيانات كرة القدم.إي يو (الإنجليزية)
- جوليا دي أنغيليس على موقع Soccerway.com (الإنجليزية)